# Что сделал Джек?
Что сделал Джек? (англ. What Did Jack Do?) — 17-минутный чёрно-белый короткометражный фильм режиссёра Дэвида Линча, впервые представленный 8 ноября 2017 года в Фонде современного искусства Картье в Париже и позже вышедший 20 января 2020 года на стриминговой платформе Netflix. В фильме детектив (в исполнении Линча) допрашивает обезьяну-капуцина по имени Джек, которая, возможно, совершила убийство.

## Сценарий
Синопсис фильма гласит: «На закрытой железнодорожной станции детектив по расследованию убийств проводит интервью с измученной обезьяной».

## В ролях
- «Джек Круз» в роли обезьяны (в титрах «в роли самого себя»)[6]
- Дэвид Линч в роли Детектива
- Toototabon в роли самой себя
- Эмили Стофле в роли Официантки

## Производство
Линч впервые упомянул этот проект в декабре 2014 года в интервью о его предстоящей работе, записанной во время его выставки «Naming» в Институте современного искусства Мидлсбро: «Сейчас я в основном работаю над Твин Пиксом, но я начал рисовать и делать стул. Я люблю строить всякие штуки, и эта для фильма про обезьяну. Я работаю с обезьяной по имени Джек, и этот фильм когда-нибудь выйдет. И она не шимпанзе, обезьяна приехал из Южной Америки.»
«Что сделал Джек?» был снят в 2016 году. После мировой премьеры 8 ноября 2017 года в Фонде современного искусства Картье в Париже, фильм также был показан на фестивале «Festival of Disruption» в Нью-Йорке. Линч говорил о премьере во время интервью с Cahiers du cinéma, записанным 30 октября 2017 года и опубликованным в декабре: «Я буду в Париже для выпуска своей книги и подпишу копии на Парижской фотовыставке. Тогда же я покажу свой „фильм об обезьяне“ в Фонде современного искусства Картье. Это странный фильм продолжительностью 17 минут». 20 мая 2018 года состоялась американская премьера фильма во время фестиваля «Festival of Disruption» в Нью-Йорке. 20 января 2020 года, в день 74-летия Линча, фильм стал доступен на стриминговом сервисе Netflix.

## Критика
В своей статье о фильме Джон Сквайр из издания «Bloody Disgusting» назвал фильм Что сделал Джек? «чудным». Тамбай Обенсен из издания «IndieWire» отозвался о фильме как о «странном и тревожном», но в то же время назвал его «очень забавным», несмотря на то, задумывался ли он таким. Дом Робинсон из издания «DVDfever» сказал «фильм заставил меня чувствовать, будто я проглотил 100 таблеток ЛСД!».